# Ileana Gyulai-Drîmbă-Jenei
Ileana Gyulai-Drîmbă-Jenei (Cluj-Napoca, 12 giugno 1946 – 25 agosto 2021) è stata una schermitrice rumena, specialista del fioretto, vincitrice di due medaglie di bronzo nella scherma ai Giochi olimpici.
Fu sposata con Ion Drîmbă.